# Microsoft Classroom
Microsoft Classroom foi uma plataforma de aprendizagem combinada online para escolas que esperava facilitar as atividades de avaliação e a comunicação dos alunos sem a utilização de papel. Foi introduzido para assinantes do Office 365 Education em abril de 2016.
Em 18 de maio de 2017, a Microsoft anunciou a descontinuação do Classroom, que foi concluída em 31 de janeiro de 2018. Alguns recursos dele passaram a fazer parte do Microsoft Teams no Office 365 Education.